# Dehu (Pilgerstadt)

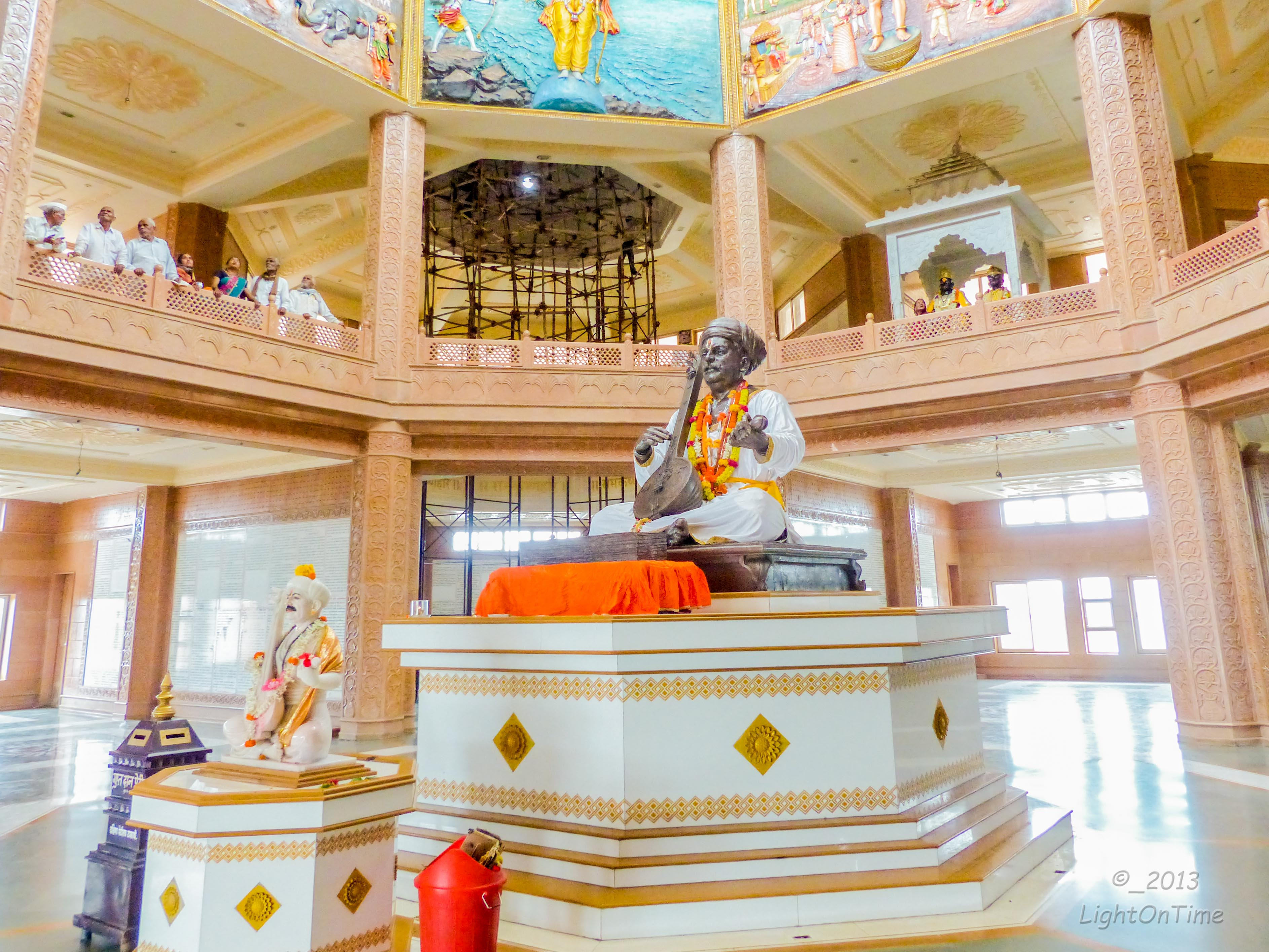
Tukaram-Statue im Tempel

Dehu (Marathi देहू) ist eine etwa 6000 Einwohner zählende Kleinstadt im Distrikt Pune im indischen Bundesstaat Maharashtra. Neben der Nachbarstadt Alandi ist sie das bedeutendste Pilgerzentrum zu Ehren des als heilig verehrten Hindu-Mystikers Tukaram.

## Lage und Klima
Dehu liegt in einer Schleife des Flusses Indrayani in einer Höhe von ca. 595 m auf dem Dekkan-Plateau nahe den Westghats. Die Entfernung nach Pune beträgt etwa 30 km (Fahrtstrecke) in südöstlicher Richtung; Mumbai befindet sich etwa 130 km nordwestlich. Das Klima ist warm bis heiß; Regen (ca. 700 mm/Jahr) fällt nahezu ausschließlich während der sommerlichen Monsunzeit. 

## Bevölkerung
| Jahr      | 1991 | 2001 | 2011 |
| Einwohner | 4639 | 5332 | 6133 |

Etwa 80 % der Einwohner sind Hindus; ca. 8 % sind Moslems und knapp 10 % sind Buddhisten – die restlichen 2 % verteilen sich auf Jainas, Sikhs, Buddhisten und Christen. Wie bei Volkszählungen im Norden Indiens üblich, ist der männliche Bevölkerungsanteil knapp 10 höher als der weibliche. Umgangssprachen sind Marathi und Hindi.

## Wirtschaft
Dehu liegt nahe dem Mumbai Pune Expressway, der Hauptverbindungsstrecke zwischen den beiden Millionenstädten. Die Umgebung der Stadt ist in hohem Maße landwirtschaftlich geprägt, aber auch der Pilger-Tourismus spielt eine nicht unbeträchtliche Rolle für die Einnahmen der Bevölkerung. 

## Geschichte
Die Besiedlung des Ortes reicht wahrscheinlich weit zurück; doch ins Blickfeld trat er erst als Geburts- und Aufenthaltsort des Hindu-Dichters und Mystikers Tukaram im 18. Jahrhundert.

## Sehenswürdigkeiten
- In der Kleinstadt gibt es mehrere Tempel, die der Verehrung Tukarams dienen.
- Hauptattraktion aus jüngerer Zeit ist der ca. 1,5 km nördlich des Stadtzentrums gelegene Gatha-Tempel mit einer Sitzstatue Tukarams im Innern.

Umgebung
- Die etwa 18 km nördlich beim Dorf Bhamboli gelegenen Bhamchandra-Höhlen waren ursprünglich ein buddhistisches Höhlenkloster. Alle von Menschenhand in den Fels gehauenen Höhlen wurden jedoch in späterer Zeit in sehr volkstümliche Hindu-Kultstätten umgewandelt. Auch diese dienen hauptsächlich der Verehrung Tukarams.[3]